# شهرستان ماریا-شاپدولن
ماریا-شاپدولن (به انگلیسی: Maria-Chapdelaine) یک سکونتگاه مسکونی در کانادا است که در سگنه-لاک-سن-ژان واقع شده‌است.

## خصوصیات
ماریا-شاپدولن ۳۸٬۰۵۶٫۷۰ کیلومترمربع مساحت و ۲۵٬۲۷۹ نفر جمعیت دارد.